# Zelina (rijeka)
Zelina je rijeka u Hrvatskoj, desna pritoka Lonje.

## Opis
Izvire na sjeveroistočnim padinama Medvednice, podno vrha Drenove (576 m.n.v.). Duga je 52 km, a površina slijeva iznosi 334 km².
Rijeka Zelina nastaje sutokom potoka Mala i Velika Reka sjeverozapadno od sela Biškupca Zelinskog. Nakon što je rijeka Zelina kanalizirana ulijeva se u rijeku Lonju 9 km istočno od Dugog Sela. Glavni pritoci su: Črnec (Černec), Kašina, Glavnica i Nespeš.